# Gestión integrada del agua urbana

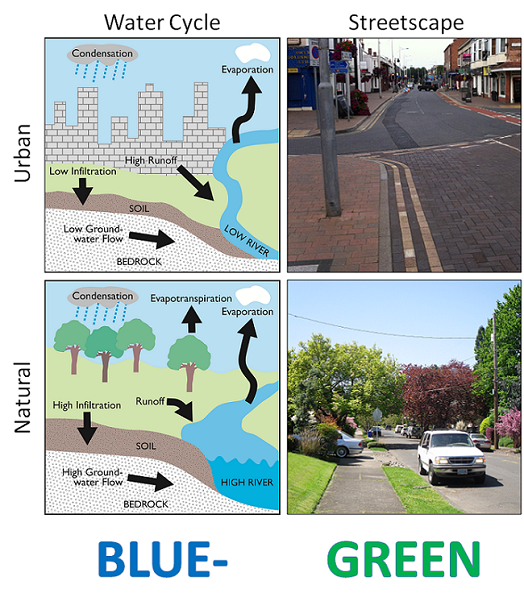
Comparación del ciclo del agua natural y urbano, y de los paisajes urbanos en ciudades convencionales y ciudades azul-verde

La gestión integrada del agua urbana (IUWM por sus siglas en inglés) es la práctica de gestionar el agua dulce, las aguas residuales y las aguas pluviales como componentes de un plan de gestión de toda la cuenca. Se basa en las consideraciones de abastecimiento de agua y saneamiento existentes dentro de un asentamiento urbano mediante la incorporación de la gestión del agua urbana dentro del alcance de toda la cuenca.
La IUWM se considera comúnmente como una estrategia para lograr los objetivos de un diseño urbano sensible al agua. Busca cambiar el impacto del desarrollo urbano en el ciclo natural del agua, basándose en la premisa de que al gestionar el ciclo urbano del agua como un todo se puede lograr un uso más eficiente de los recursos, proporcionando no solo beneficios económicos, sino también mejores resultados sociales y ambientales. 
Un enfoque es establecer un ciclo de agua urbano interno a través de estrategias de reutilización (ver Agua recuperada). El desarrollo de esta parte del ciclo urbano del agua requiere una comprensión tanto del balance hídrico natural previo como del posterior. La contabilidad de los flujos en los sistemas previos y posteriores al desarrollo es un paso importante para limitar los impactos urbanos en el ciclo natural del agua.
La IUWM dentro de un sistema hídrico urbano también puede llevarse a cabo mediante la evaluación de cualquier nueva estrategia de intervención mediante un enfoque holístico que abarque varios criterios, incluidos los de sostenibilidad, en los que sería ventajosa la integración de los componentes del sistema hídricoː el suministro de agua, las aguas residuales y las aguas pluviales.
La simulación de flujos de tipo metabólico en el sistema de agua urbano también puede ser útil para analizar procesos en el ciclo del agua urbana de IUWM.

## Componentes
Como actividades dentro de la IUWM pueden citarse:
- Mejorar el suministro de agua y la eficiencia hídrica
- Mejorar la calidad del agua del agua potable y el tratamiento de aguas residuales
- Aumentar la eficiencia económica de los servicios para sostener las operaciones y las inversiones para la gestión del agua, las aguas residuales y las aguas pluviales
- Utilizar fuentes de agua alternativas, como la lluvia o el agua recuperada
- Involucrar a las comunidades para que reflejen sus necesidades de gestión del agua y conocimientos sobre ella
- Establecer e implementar políticas y estrategias para facilitar las actividades anteriores
- Capacitar al personal y a las instituciones que participan en la IUWM

Según la Organización de Investigación Científica e Industrial del Commonwealth (CSIRO por sus siglas en inglés), la IUWM requiere la gestión del ciclo urbano del agua en coordinación con el ciclo hidrológico del agua, que se ve significativamente alterado por los paisajes urbanos y su correlación con el aumento de la demanda. En condiciones naturales, las entradas de agua en cualquier punto del sistema son la precipitación y los flujos superficiales, mientras que las salidas son por flujos superficiales, evapotranspiración y recarga de aguas subterráneas. Los grandes volúmenes de agua entubada introducidos con el cambio a un entorno urbano y la introducción de vastas áreas impermeables (asfaltadas) tienen un fuerte impacto en el balance hídrico, aumentando los flujos de entrada y alterando drásticamente los componentes de flujo de salida.

## Enfoques
- La Agenda 21 (Departamento de las Naciones Unidas para el Desarrollo Sostenible, 1992) ha elaborado los Principios de Dublín para la gestión integrada de los recursos hídricos con más detalle para las zonas urbanas. Uno de los objetivos de la Agenda 21 es desarrollar una gestión ambientalmente racional de los recursos hídricos para uso urbano.[6]
- La Declaración de Bellagio formulada por el Grupo de trabajo en saneamiento ambiental del Consejo de Colaboración de Agua y Saneamiento en 2000 incluye principios tales como: dignidad humana, calidad de vida, seguridad ambiental, un proceso abierto de partes interesadas y muchos otros.[6]
- El Enfoque estratégico de 3 pasos del Programa de las Naciones Unidas para el Medio Ambiente (PNUMA), desarrollado en 2005, se basa en la aplicación del "Enfoque de producción más limpia", que ha tenido éxito en el sector industrial. Sus 3 pasos son: prevención, tratamiento del agua para su reutilización y vertido planificado con estimulación de la capacidad de autodepuración.[6]
- El Instituto de Educación sobre el Agua de la UNESCO busca aprovechar el progreso realizado por la Declaración de Bellagio y el enfoque de 3 pasos del PNUMA mediante el desarrollo del enfoque SWITCH para la IUWM. Los componentes de este enfoque incluyen: la adición de una evaluación de sostenibilidad, nuevos métodos de planificación de sistemas de agua urbanos y modificaciones a la planificación y desarrollo de estrategias.[6]

## Ejemplos
Un ejemplo de IUWM es el sistema de agua Catskill/Delaware que proporciona 5 300 000 m3 de agua por día, incluida toda la ciudad de Nueva York. El proceso de IUWM incluyó un extenso proceso de participación de las partes interesadas, mediante el cual las necesidades de todas las partes se incluyeron en el plan de gestión final. Se creó una asociación entre la ciudad de Nueva York, la comunidad agrícola y el gobierno federal. El caso se ha convertido en un modelo de IUWM exitoso.

### Sistemas de apoyo a la decisión urbana
Un sistema de apoyo a las decisiones urbanas (UDSS por sus siglas en inglés) es un sistema de gestión de agua urbana basado en datos que utiliza sensores conectados a dispositivos de agua en residencias urbanas para recopilar datos sobre el uso del agua. El sistema fue desarrollado con una inversión de la Comisión Europea de 2,46 millones de euros para mejorar el comportamiento de consumo de agua de los hogares. La información de electrodomésticos e instalaciones como lavavajillas, duchas, lavadoras, grifos, se registra de forma inalámbrica y se envía a la app de la UDSS en el dispositivo móvil del usuario. Luego, la UDSS puede analizar y mostrar a los propietarios qué electrodomésticos están usando más agua y qué comportamientos o hábitos deben evitarse para reducir el uso de agua.

## Retos
Uno de los retos más importantes de la IUWM podría ser asegurar un consenso sobre su propia definición y sobre la implementación de los objetivos establecidos en las etapas operativas de los proyectos. En el mundo en desarrollo todavía hay una fracción significativa de la población que no tiene acceso a agua o a saneamiento. Al mismo tiempo, el crecimiento demográfico, la urbanización y la industrialización siguen provocando la contaminación y el agotamiento de las fuentes de agua. En el mundo desarrollado, la contaminación de las fuentes de agua amenaza la sostenibilidad de los sistemas de agua urbanos. Es probable que el cambio climático afecte a todos los centros urbanos, ya sea con tormentas cada vez más intensas, con sequías prolongadas, o con ambas. Para abordar los retos que enfrenta la IUWM los buenos enfoques son fundamentales, de modo que el desarrollo y la planificación de políticas estén dirigidos a abordar estas presiones del cambio global y a lograr sistemas de agua urbanos verdaderamente sostenibles.